# Château de Książ
Pour les articles homonymes, voir Książ.
Le château de Książ (en polonais : Zamek Książ ; en allemand : Schloß Fürstenstein; en silésien : Schlessla Ferschtensteen) est le château le plus important de Basse-Silésie, en Pologne. Il se trouve près de Wałbrzych (appelé Waldenburg avant 1946, en allemand).

## Historique

### Avant leXXesiècle

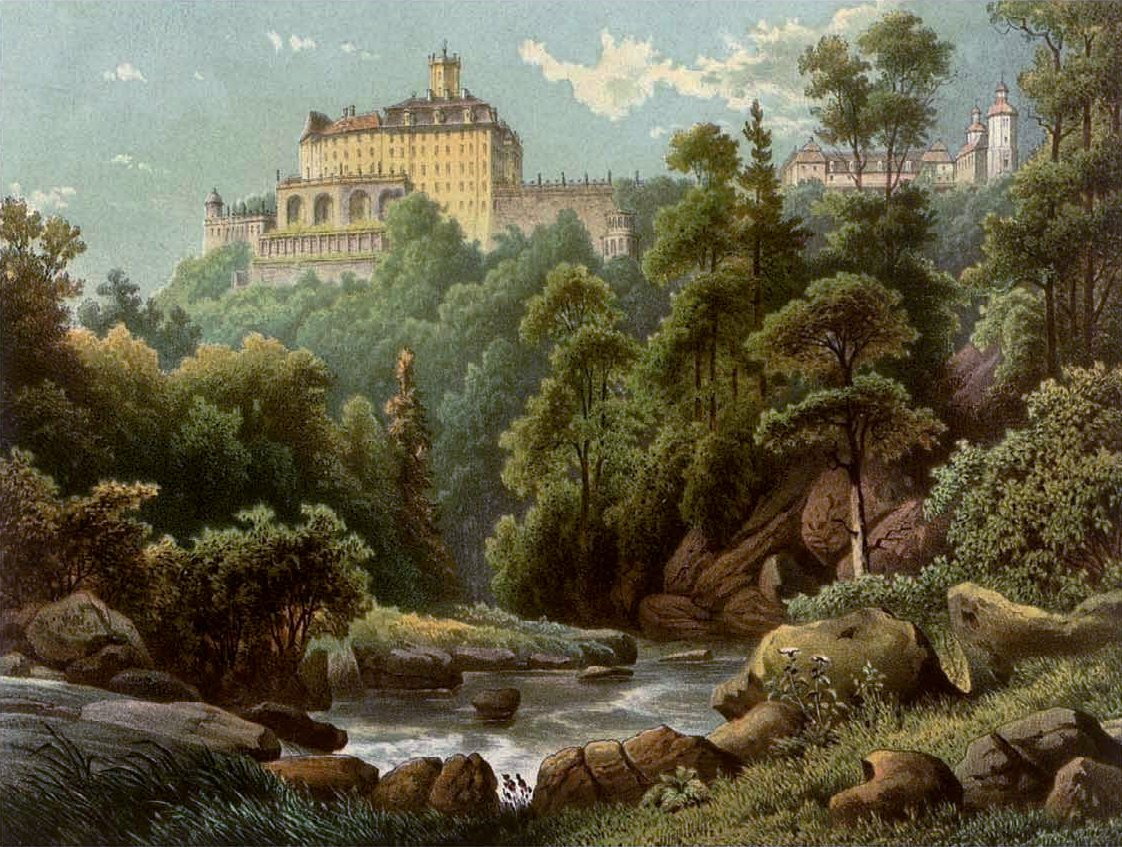
Vue du château de Książ au milieu du XIXe siècle (collection Alexander Duncker).

L'histoire de ce château remonte au XIIIe siècle. Son nom allemand évolue de Wistenberch, à Vorstinberch, Vorstinburg et Fürstenberg, pour devenir Fürstenstein. Il est détruit par Ottokar II de Bohême en 1263. En 1288-1292, Bolko le Sévère, duc de Świdnica, fait construire un nouveau château fort qui, avec d'autres châteaux, doit assurer la défense du duché. Le dernier seigneur de cette dynastie des Piast à y demeurer est le duc Bolko II le Petit, petit-fils de Casimir III de Pologne et gendre de Léopold Ier d'Autriche. Il meurt sans descendance. Sa veuve, Agnès de Habsbourg, dirige le duché, jusqu'à sa mort, qui est en fait intégré à la couronne de Bohême. Wenceslas IV attribue le château en 1401 à Janko de Chotiemitz. Il est pillé et saccagé par les Hussites en 1428-1429. Birka de Nassiedel l'obtient, devenu fief du roi de Bohême, en 1464. Il le vend plus tard au comte Hans von Schellendorf. Ce dernier est arrêté et emprisonné en 1482 par Matthias Corvin pendant la guerre de Silésie et le château est détruit par les bourgeois de Świdnica (Schwednitz). Le duché de Świdnica reste possession du royaume de Bohême, jusqu'en 1497.
Konrad de Hoberg (le nom de famille devient Hochberg en 1714) acquiert le château et ses domaines en 1509. Il devient la résidence principale des comtes de Hochberg au siècle suivant. L'un des représentants les plus fameux de cette famille est Hans Henrich XI (1833-1907), comte de Hochberg, prince de Pleß et baron de Fürstenstein. Grand-écuyer de Guillaume II, il est titré duc de Pleß en 1905.

### Depuis leXXesiècle

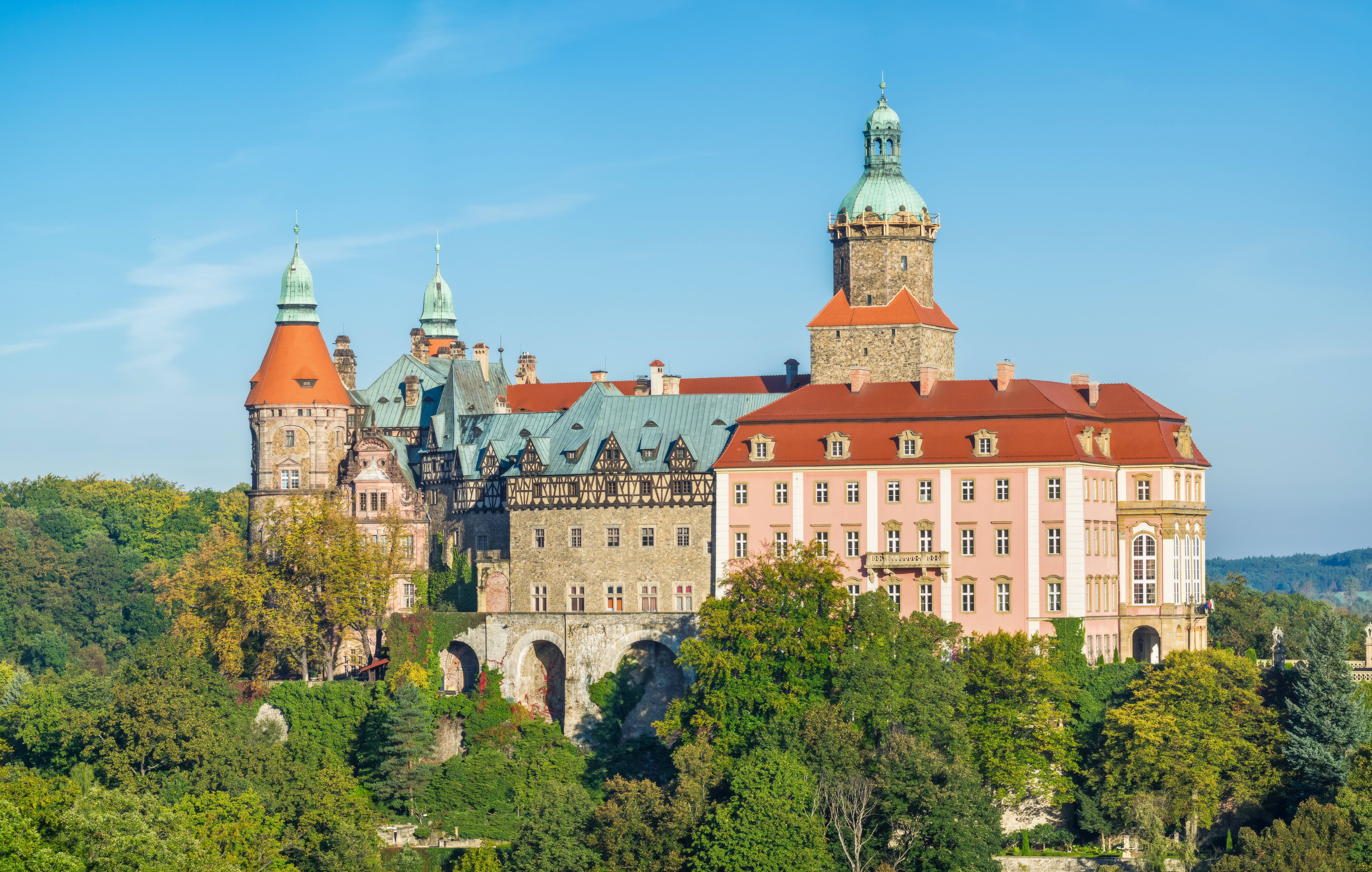
Vue d'ensemble du château de Książ. Septembre 2014.

Les comtes de Hochberg, qui n'habitent plus le château depuis 1928, en restent propriétaires jusqu'en 1941, date à laquelle le régime national-socialiste les exproprie car ils sont fermement opposés au régime hitlérien. Hans Heinrich VII était déjà installé en Grande-Bretagne depuis 1932 et prend plus tard la nationalité britannique. Il combat aux côtés des anglais pendant la guerre. Son frère Alexander von Hochberg combat du côté polonais contre l'Allemagne. Les autorités installent une école de la Luftwaffe dans le château et en font un des points du Projet Riese, sorte de ligne de défense qui devait relier différentes citadelles entre elles, jusqu'à l'Eulengebirge (Góry Sowie ou Monts des Hiboux) dans les montagnes du centre des Sudètes. La salle de bal sert aux réunions du quartier général allemand et sa décoration intérieure disparaît, ainsi que d'autres salles du château. On estime que 3 000 travailleurs forcés et prisonniers ont travaillé pendant quatre ans aux creusements des tunnels. Ceux-ci servent aujourd'hui à l'étude de la gravimétrie. Une plaque rappelle dans le parc le souvenir du Projet Riese.
L'Armée rouge victorieuse chasse l'armée allemande en 1945. Le château est pillé. Quelques mois plus tard, il devient le siège de la direction de l'industrie du charbon, puis il est attribué par les autorités communistes polonaises à différentes institutions de travailleurs. À partir de 1971, il devient un centre régional de sport, de tourisme et de loisirs. Enfin, il devient propriété de la ville de Wałbrzych en 1990.
Une partie du château est ensuite ouverte au public.
Le 10 décembre 2014 de 14 à 16 heures, un incendie détruit une grande partie des combles et le toit de la partie orientale du château. Les touristes et le personnel ont alors dû être évacués. Une trentaine de brigades de pompiers de toute la voïvodie de Basse-Silésie sont venues combattre le sinistre.

## Architecture

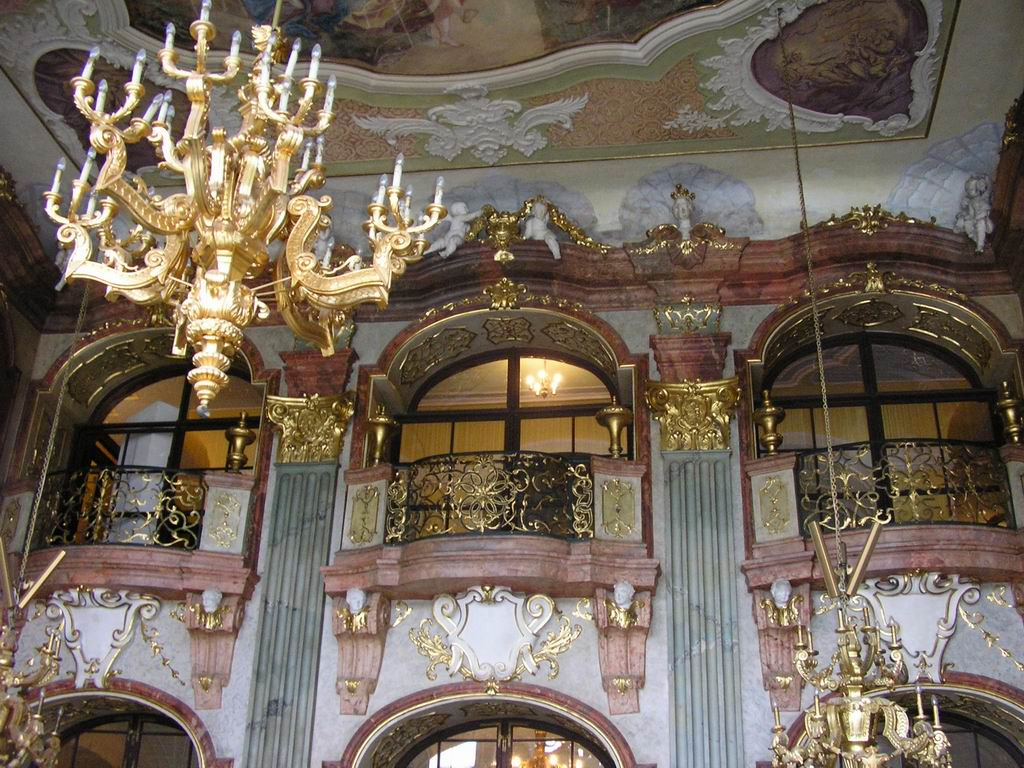
Vue des tribunes du salon Maximilien

Les fondations du château actuel remontent au XIVe siècle, elles sont parfois irrégulières, pouvant être construites à trente mètres de hauteur. C'est alors le château supérieur. Le château inférieur remonte au gothique tardif avec l'aile Matthieu (Skrzydło Macieja/Matthäus-Trakt).
C'est dans la seconde moitié du XVIe siècle que le château est reconstruit en style Renaissance. Le caractère d'origine du château fort disparaît derrière des éléments de plus en plus décoratifs au fil des aménagements successifs. Ainsi, l'aile sud, endommagée pendant la Guerre de Trente Ans, est reconstruite en style baroque italien par Antonio Domenico Rossi à la fin du XVIIe siècle. De 1718 à 1734, d'autres aménagements ont lieu. Les comtes de Hochberg y résident le plus souvent, dans l'aile résidentielle de cinq étages au sud et dans le bâtiment de quatre étages à l'est. Le Vorburg est reconstruit au milieu du XVIIIe siècle avec une entrée à deux tours, tandis que le pont d'accès est agrémenté de statues de la mythologie grecque. De 1908 à 1923, l'imposante aile ouest est rebâtie avec la tour Blanche et la tour Saint-Georges, tandis que des aménagements de style néo-Renaissance ont lieu à l'aile nord. La grande tour prend son aspect actuel en 1923.

## Intérieur
Le salon Maximilien a conservé son décor baroque avec ses deux cheminées, ses tribunes, ses stucs d'Ignatius Provisore et ses fresques. Le salon vert est également ouvert au public, ainsi que le salon bleu (salon de musique) et d'autres salles.
Une grande partie du décor d'intérieur disparaît après 1941, lors de l'utilisation du château par l'armée allemande, et quatre ans plus tard après les pillages de l'armée soviétique. Ainsi, la Krumme Saal de l'aile Matthieu disparaît totalement ainsi que son décor gothique. Des terrasses, des cheminées, des portails ont ainsi été détruits pour un aménagement conforme à la pratique et à l'esthétique nazies.
Certaines salles sont restaurées après les années 1990, mais les décors dans d'autres, comme ceux de la salle des chevaliers, de la salle de bal ou du salon Konrad, dont tout le décor a disparu, sont présentées sous forme de documents photographiques.

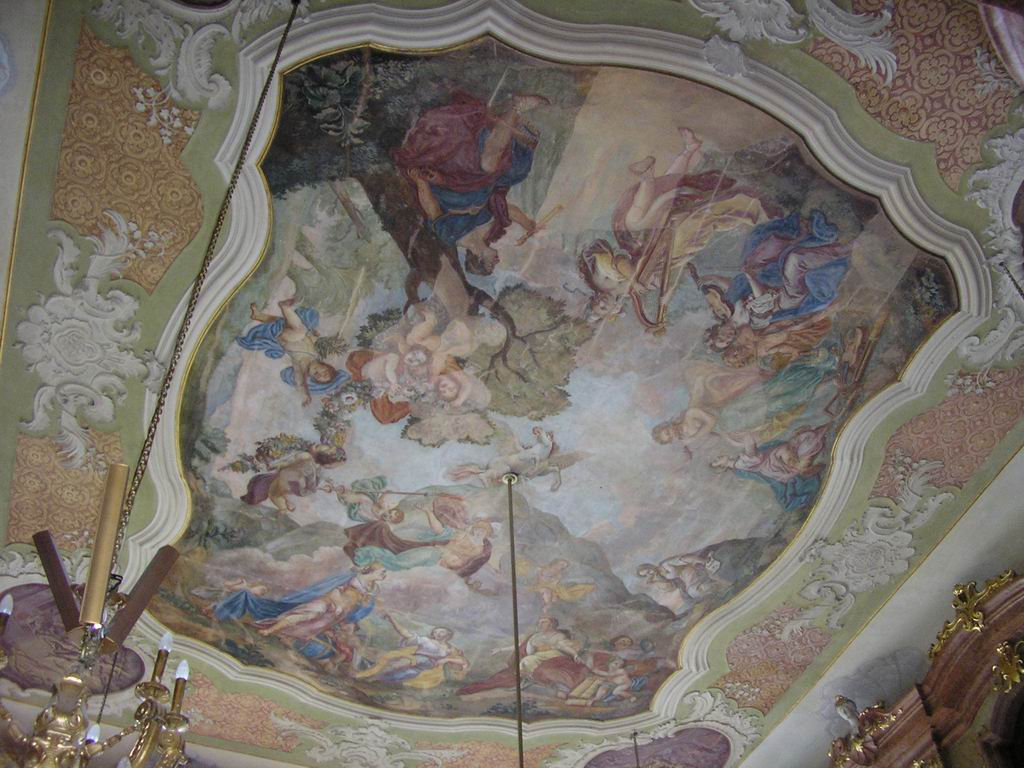
Plafond du salon Maximilien, fresque de Felix Anton Scheffler représentant Orphée et les muses
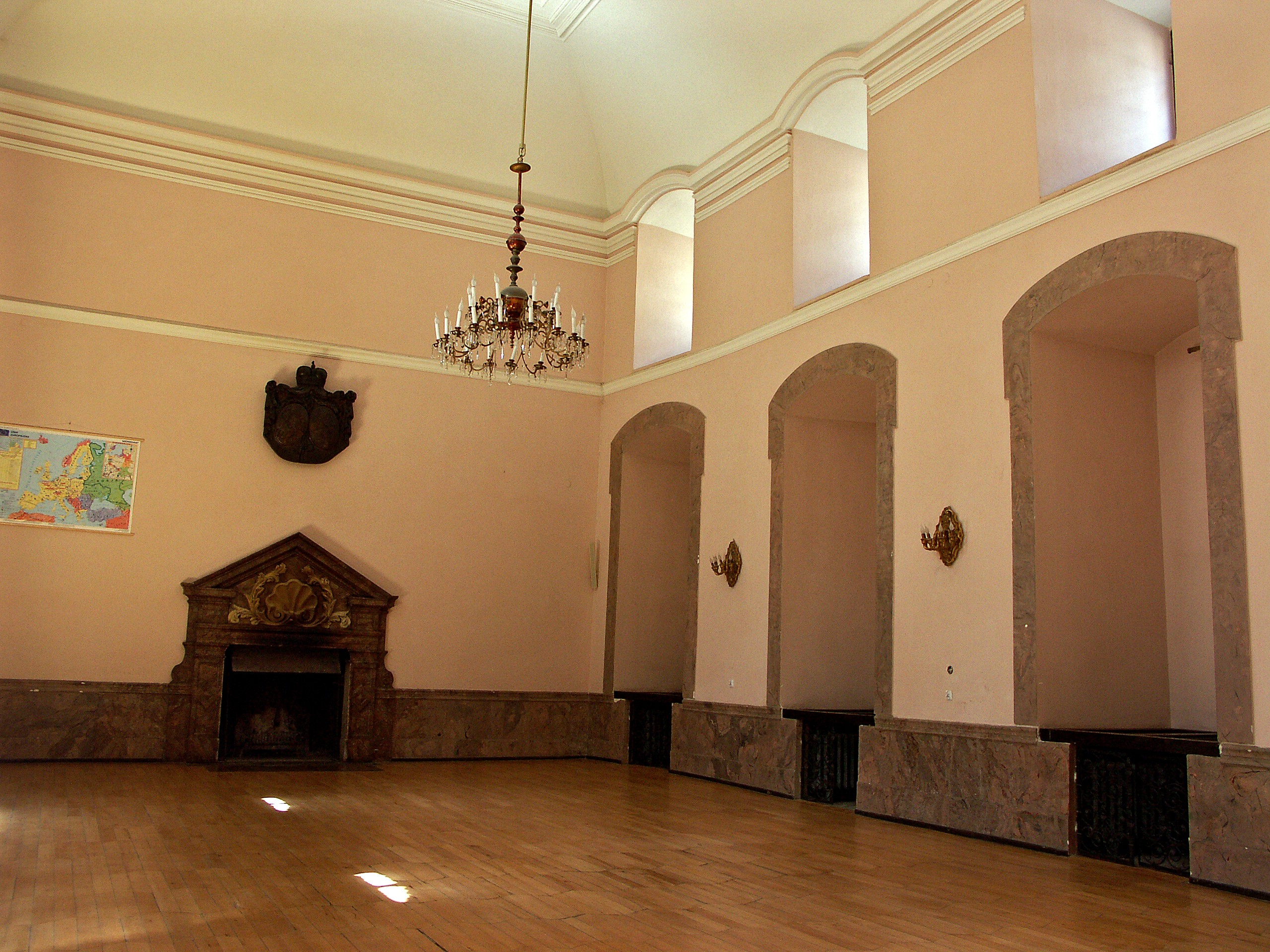
Salon Konrad, refait dans les années 1940
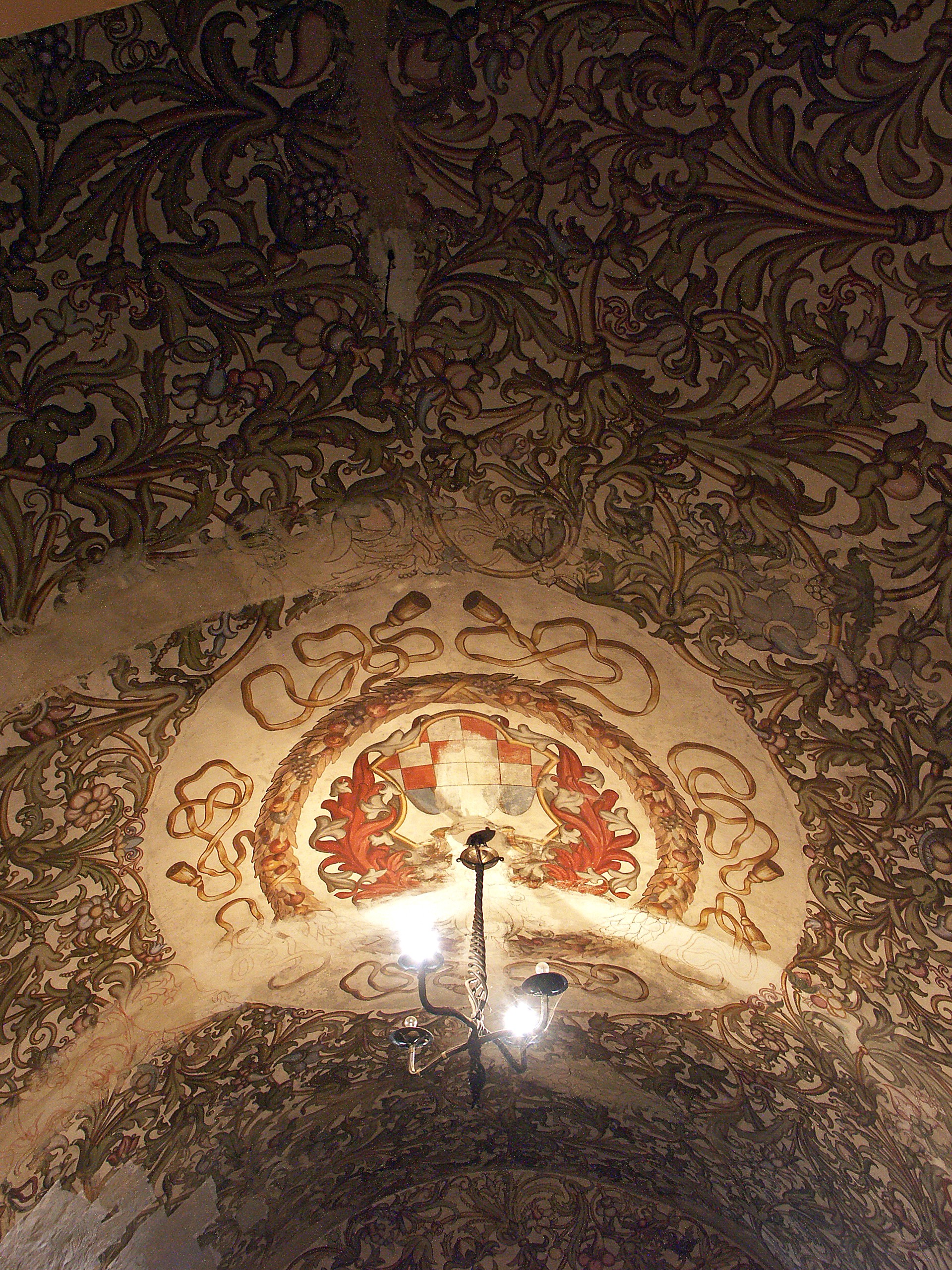
Plafond de la salle des chevaliers (Sala Rycerska/Rittersaal)
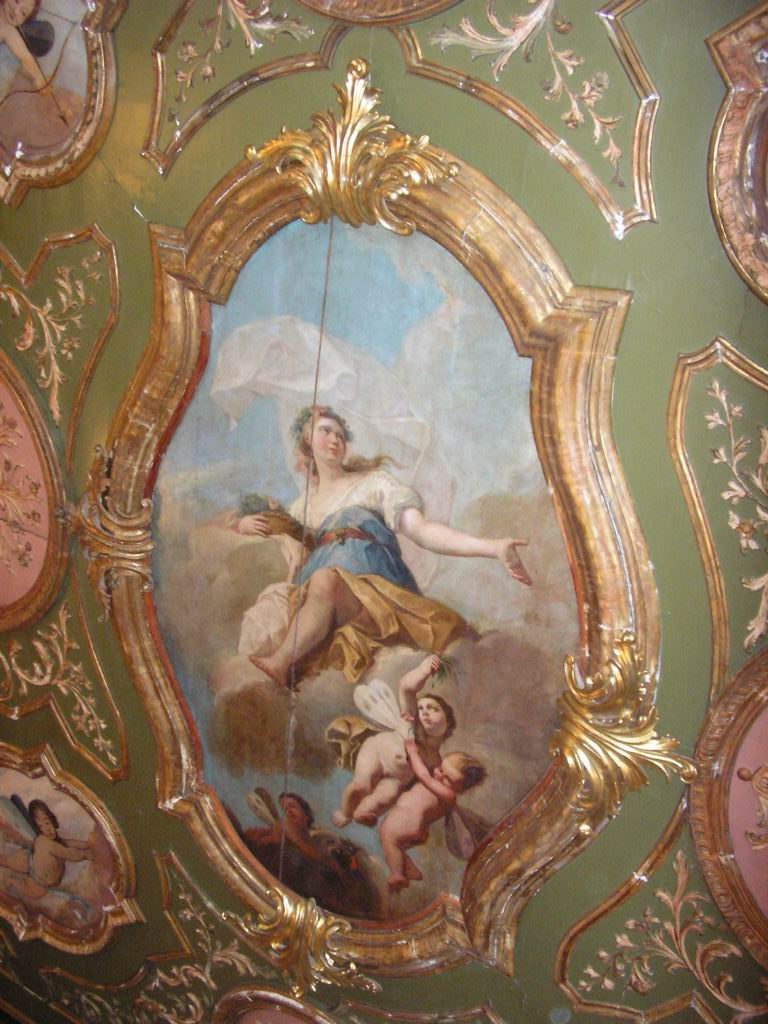
Plafond représentant Flore

## Jardins

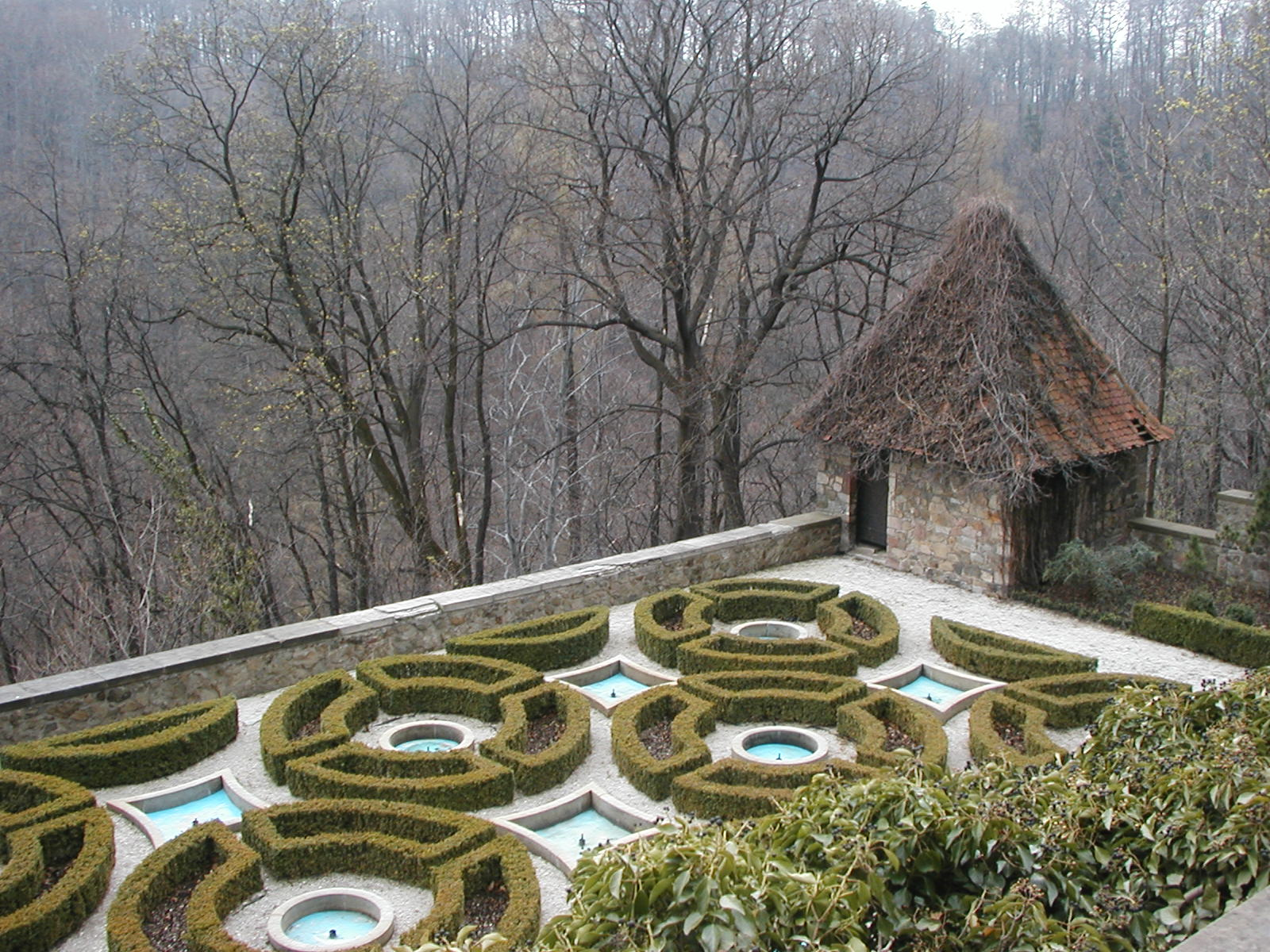
Terrasse dite Taras Wodny

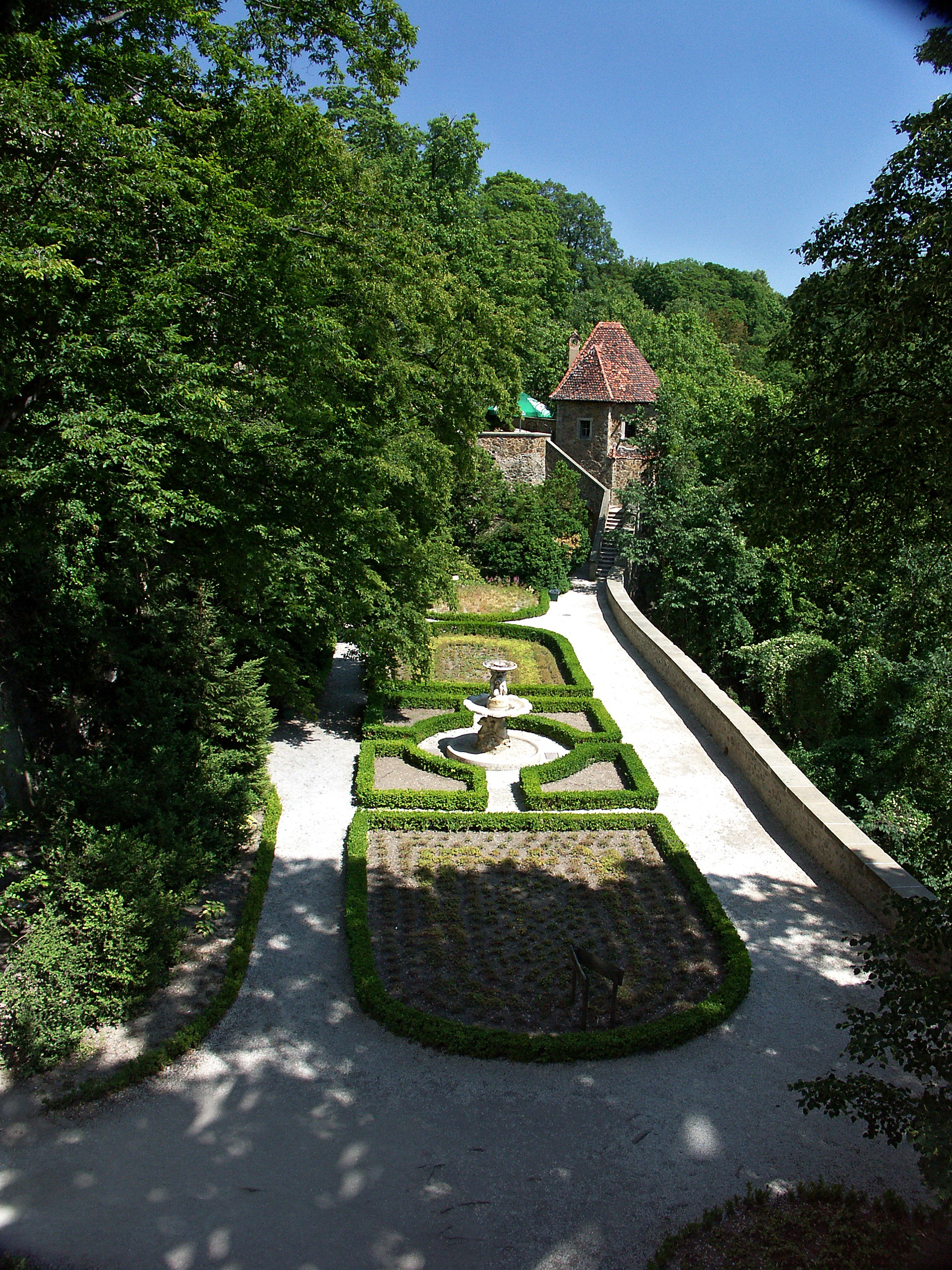
Terrasse de Flore

Les jardins sont arrangés en 12 terrasses aux alentours du château. Il y a notamment le Taras Wodny (terrasse d'eau), le Taras Bogini Flory (terrasse de Flore), le Taras Kasztanowcowy (terrasse des châtaigniers), le Taras Środkowy (terrasse du milieu), le Taras Różany (Kaskadowy) (terrasse des roses, ou des cascades) et le Taras Podkowiasty (terrasse en fer à cheval).
L'ensemble est restauré en 2007 grâce à des fonds européens. La terrasse nord est reconstruite en 2010 et la terrasse inférieure a commencé à l'être en 2011.
Au bas du château, un parc à l'anglaise aménagé au XIXe siècle couvre un espace de 125 hectares traversé par la Pełcznica (Hellebach en allemand). Une allée de tilleuls datant de 1725 mène au village voisin de Lubiechów/Liebichau, aujourd'hui intégré à la ville de Wałbrzych. On trouve également dans le parc la chapelle funéraire de la famille von Hochberg bâtie en style baroque.
À proximité se trouve le haras réputé appelé Stado Ogierów Książ.

## Dans la culture populaire
Dans la bande dessinée Dent d'ours, le château de Fürstenstein (son nom allemand) est le repaire des derniers SS partisans fanatiques d'Adolf Hitler, à la fin de la Seconde Guerre mondiale en Europe, en 1945. Les SS ont fait creuser par des déportés, avant de tous les assassiner, une base souterraine secrète sous le château, d'où ils espèrent lancer le Silbervogel ("oiseau d'argent"), un bombardier supersonique qui rayera New York de la carte avec une bombe atomique.
La silhouette aisément reconnaissable du château apparaît à maintes reprises dans la série et l'intrigue s'y concentre, surtout à partir du tome 4 (Amerika bomber). Le tome 6 (Silbervogel) se déroule intégralement au château ou dans ses environs, hormis les flashbacks (retours en arrière) dans les années 1930 et la scène finale.

## Illustrations

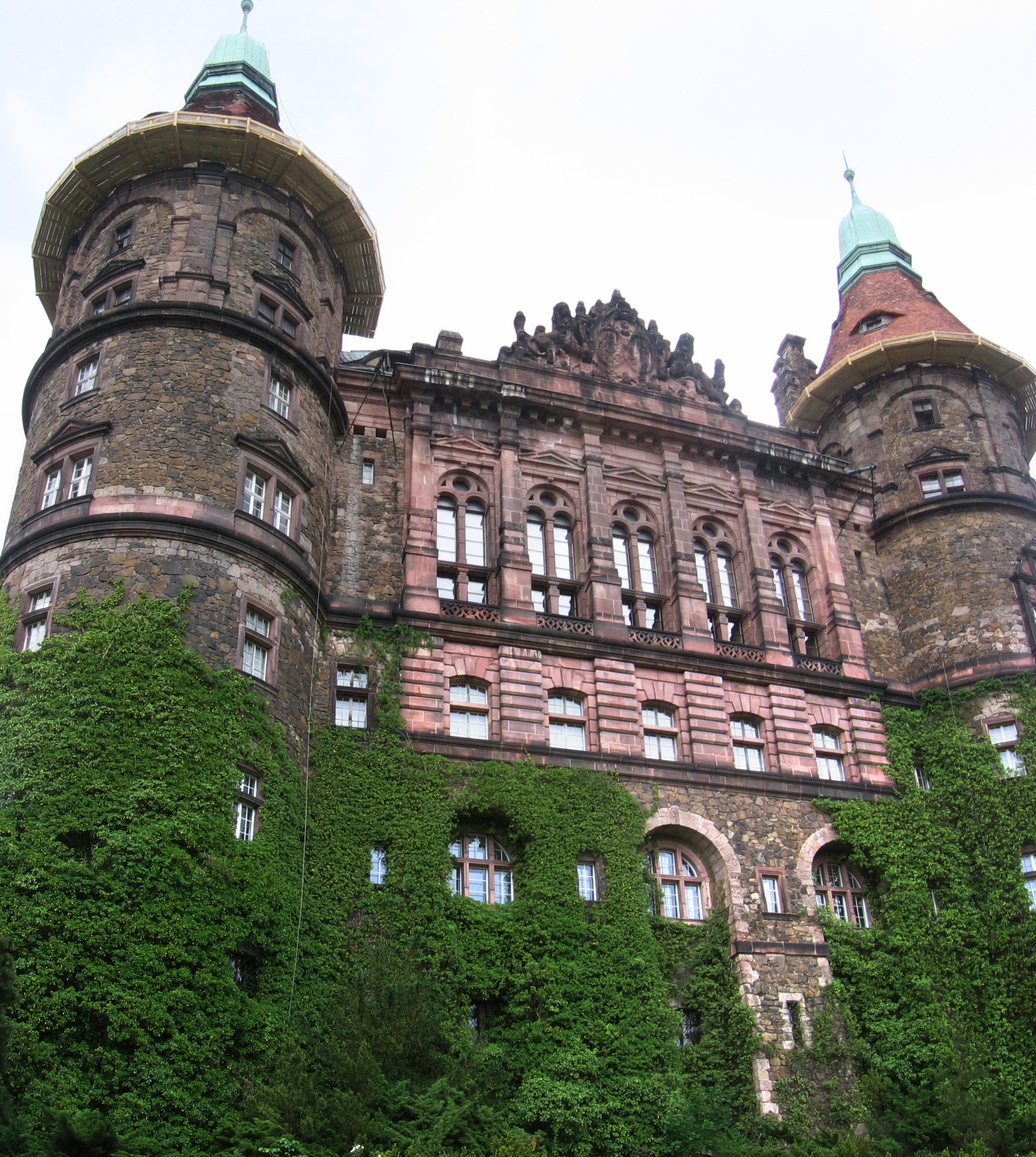
Façade ouest
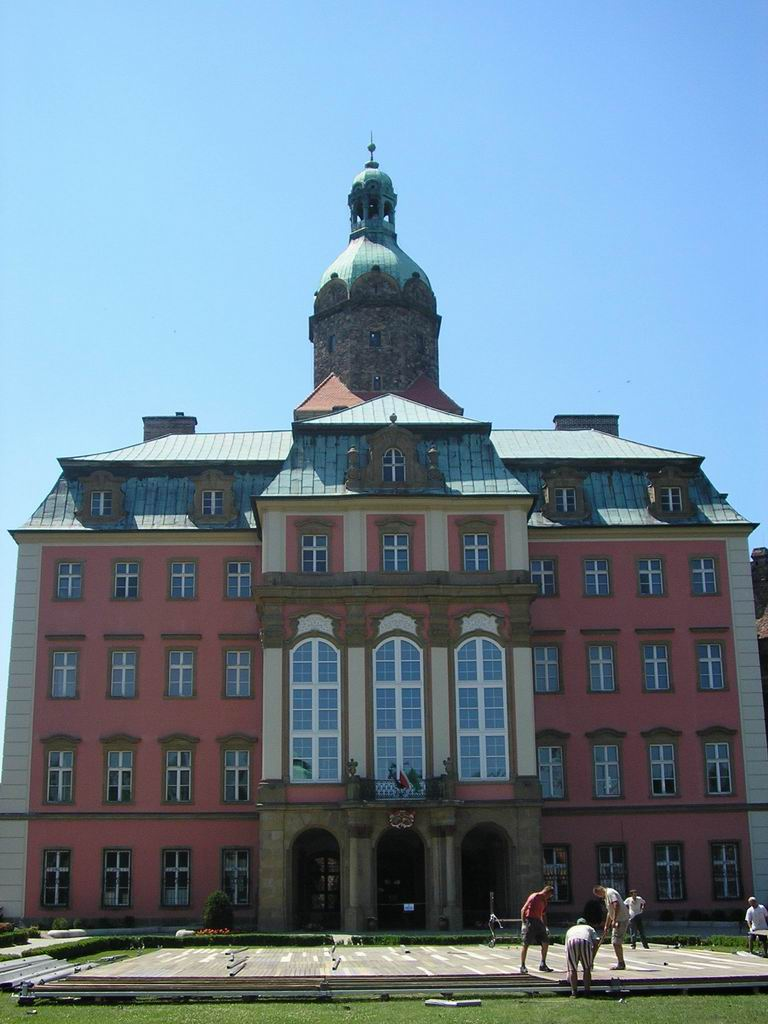
Façade d'entrée
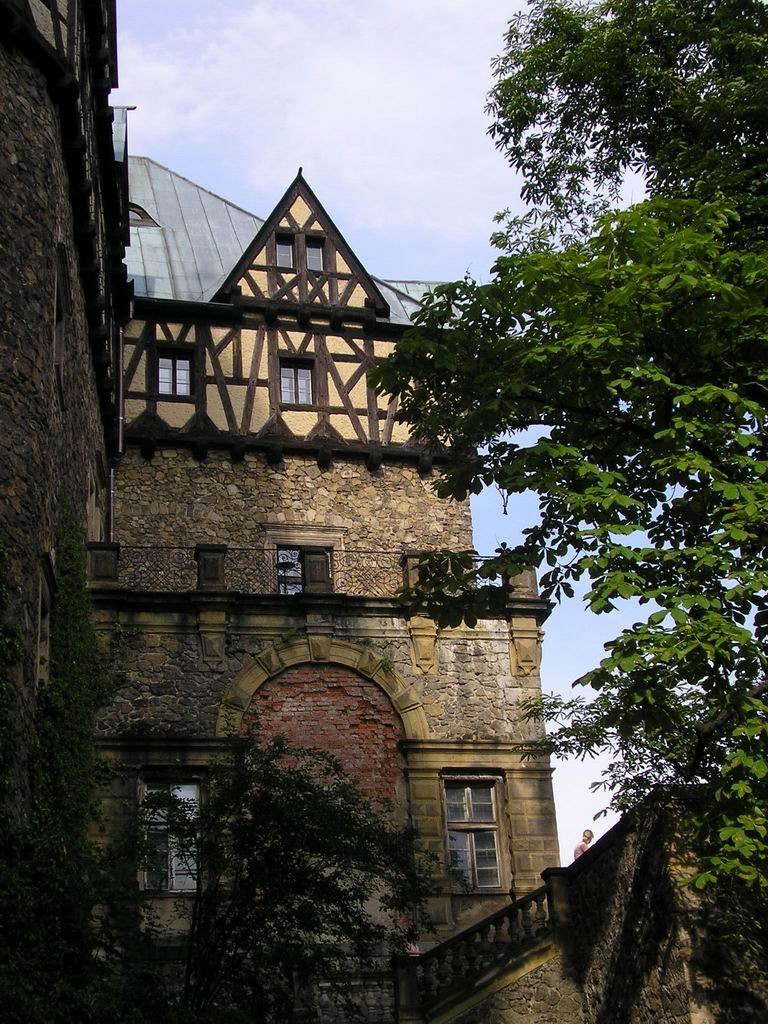
Escalier de la terrasse des châtaigniers
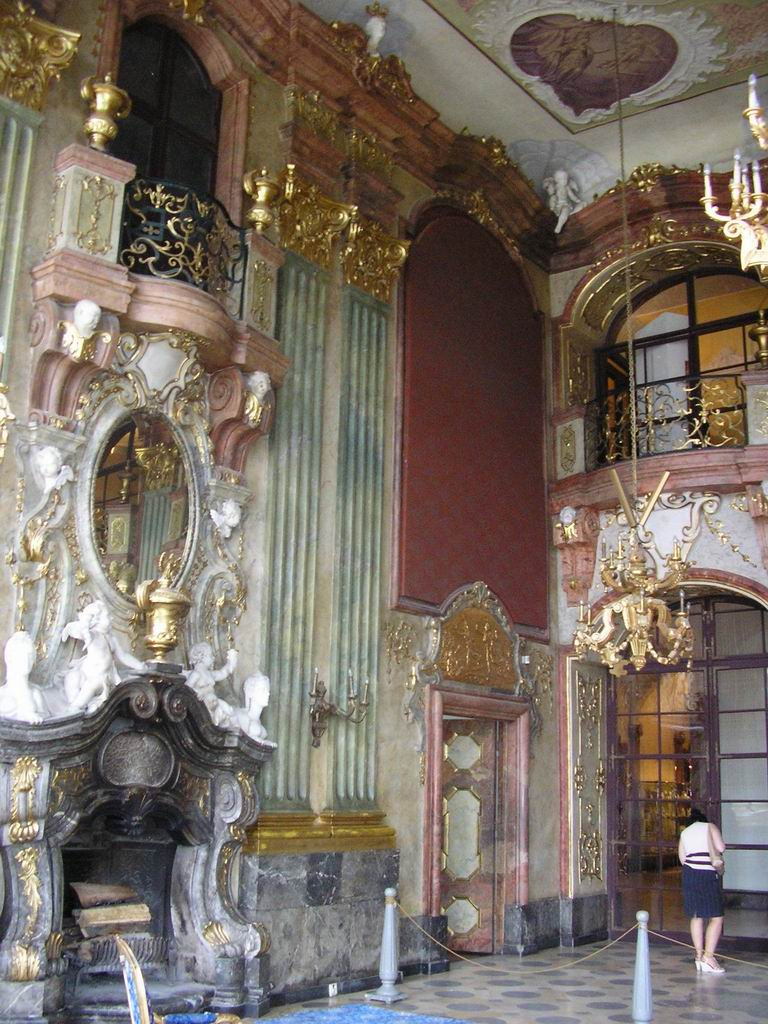
Cheminée rococo du salon Maximilien